# Bauhinia sprucei
Bauhinia sprucei är en ärtväxtart som beskrevs av George Bentham. Bauhinia sprucei ingår i släktet Bauhinia och familjen ärtväxter.

## Underarter
Arten delas in i följande underarter:
- B. s. acuminata
- B. s. sprucei